# الکساندروس خالکوکوندیلیس
الکساندروس خالکوکوندیلیس (یونانی: Αλέξανδρος Χαλκοκονδύλης؛ ۱۸۸۰ – ۱۵ فوریهٔ ۱۹۷۰) دونده و ورزشکار پرش طول اهل یونان بود.